# Корнилово (Каменський район)
Корни́лово (рос. Корнилово) — село у складі Каменського району Алтайського краю, Росія. Адміністративний центр та єдиний населений пункт Корниловської сільської ради.

## Населення
Населення — 1424 особи (2010; 2067 у 2002).
Національний склад (станом на 2002 рік):
- росіяни — 95 %